# Prievaly
Prievaly je naseljeno mjesto u okrugu Senica u Trnavskom kraju u Slovačkoj.

## Stanovništvo
| Godina:     | 1993. | 2003.   | 2013.   | 2023.   |
| ----------- | ----- | ------- | ------- | ------- |
| Broj ljudi: | 927   | 906     | 985     | 933     |
| Razlika:    |       | -2,26 % | +8,71 % | -5,27 % |

| Godina:     | 2022. | 2023.   |
| ----------- | ----- | ------- |
| Broj ljudi: | 942   | 933     |
| Razlika:    |       | -0,95 % |

Prema podacima o broju stanovnika iz 2023. godine naselje je imalo 933 stanovnika.

## Vanjske poveznice
|  | Zajednički poslužitelj ima još gradiva o temi Prievaly |

- Službena stranica naselja (sl.)